# Pufoșii Ha Ha
Pufoșii Ha Ha (în engleză Ha Ha Hairies) este un serial de televiziune animat/în acțiune reală generat de computer și produs în Marea Britanie de Adasta Creative.
Acesta a avut premiera pe 2 aprilie 2012 pe canalul Cartoonito. Premiera în România a fost pe 1 iunie 2012 pe Boomerang ca parte a blocului Cartoonito.

## Despre serial
Serialul se desfășoară asupra unei familii fictive cunoscută sub numele de "Pufoșii Ha Ha" din care fac parte Ma Ha Ha, Ta Ha Ha, Mini Ha Ha, Buni Ha Ha și Chihua Ha Ha, câinele familiei. Aceștia trăiesc în ținutul Pufos, unde (aproape) toți locuitorii se disting prin două trăsături: sunt cât se poate de pufoși și pun mare preț pe distracție. În același oraș trăiește însă și Boris Boo Hoo, cel care încearcă mereu să le strice distracția, iar acțiunile lui duc întotdeauna la situații amuzante, alături de fiul său, Băiețelul.
Fiecare episod este prezentat de două personaje animate, zânele pufoase Codiță și Moț.
Serialul surprinde esența comediei prin gesturi, mimică si situații.

## Personaje
- Ta Ha Ha (en. Pa Ha Ha) - Ta este "șeful clanului Ha Ha", un mare grăninar care n-are nicio grijă și este fericit oriunde ar fi.
- Ma Ha Ha - Ma este o femeie minunată și sociabilă și cea mai generoasă și drăgăstoasă persoană din tot Ținutul Pufos. Are o inimă de aur și le oferă un bun-venit cald tuturor, chiar și lui Boris.
- Mini Ha Ha - Mini este fiica gimnază a pufoșilor Ha Ha care dansează oriunde în viață. Este și o bună prietenă a Băiețelului Boo Hoo.
- Buni Ha Ha (en. Nana Ha Ha) - Buni este o mare artistă din familia pufoasă care locuiește în atelierul său pufos. Ea întotdeauna pictează și face obiecte și sculpturi de artă. Buni râde non-stop și dintr-o anumită cauză se ridică de la pământ spre cer și începe să zboară.
- Chihua Ha Ha - Chihua este câinele familiei Ha Ha și cel mai deștept amimal din ținutul Pufos. Spre deosebire de pufoși, Chihua îl simte întotdeauna pe Boris când acesta are un plan și încearcă să îl dea afară. De aceea lui Boris îi este frică de el.
- Boris Boo Hoo - Boris este personajul negativ al serialului. Încăpățânat și extrem de invidios, Boris pândește fiecare mișcare a pufoșilor. Pentru Boris, viața nu are nimic amuzant de oferit, și pune mereu la cale un plan, astfel încât lucrurile să iasă cum vrea el. Cu chelia lui lucioasă, Boris e pe departe persoana cea mai puțin păroasă din ținutul Pufos. Este întruparea tuturor relelor de pe lume – orgoliu, avariție, invidie, lene, furie și lăcomie. Dar pufoșii văd doar partea lui bună. Doar Chihua poate mirosi planurile lui. Boris va pierde întotdeauna. Însă, pentru a fi într-un tot educativ, de fiecare dată înfrângerile lui vor avea o parte moralizatoare.[1]
- Băiețelul Boo Hoo (en. Boyzie Boo Hoo) - Băiețelul este fiul lui Boris Boo Hoo, un copil inocent și bun prieten cu Mini Ha Ha. Ca și pufoșii, este inconștient de planurile mișelești ale tatălui său. Relația sa cu Boris este extrem de normală. Își iubește tatăl și Boris nu este prea supărat pe Băiețel, chiar când Băiețelul este distras de Mini și creează ravagiu pentru Boris.
- Codiță și Moț (en. Twiggy and Kwiff) - Codiță și Moț sunt cele două zâne pufoase și prezentatorii acestui serial. Aceștia au fost blocați în copăcelul zânelor când au avut un accident în timpul plimbării lor cu bibicleta cu maci. Acum nu mai pot face nici o vrajă. Codiță este o fetiță veselă și voioasă și uneori enervantă. Spre deosebire de ea, Moț este mai matur și mai bine dispus.

## Episoade
| Premiera în România | N/o | Titlu român                                                          | Titlu englez                                       |
| ------------------- | --- | -------------------------------------------------------------------- | -------------------------------------------------- |
|                     |     |                                                                      |                                                    |
| SEZONUL 1           |     |                                                                      |                                                    |
|                     |     |                                                                      |                                                    |
| 01.06.2012          | 01  | Povestea de bonzana de ziua lui Ta                                   | The Day Of Pa’s Bumper Birthday Bonanza            |
|                     |     |                                                                      |                                                    |
| 01.06.2012          | 02  | Ziua care i-a aparținut lui Ma                                       | The Day That Belonged to Ma                        |
|                     |     |                                                                      |                                                    |
| 02.06.2012          | 03  | Ziua când Ta a găsit comoara de pirați                               | The Day Pa Found Pirate Treasure                   |
|                     |     |                                                                      |                                                    |
| 02.06.2012          | 04  | Ziua marii curățenii                                                 | The Day of the Big Clean Up                        |
|                     |     |                                                                      |                                                    |
| 03.06.2012          | 05  | Ziua în care spui „Trăiască prietenii”                               | The Day to Say Hooray for Friends!                 |
|                     |     |                                                                      |                                                    |
| 03.06.2012          | 06  | Ziua în care Ma a avut probleme mari cu Tootletuba                   | The Day Ma Had a Terrible Time with the Tootletub  |
|                     |     |                                                                      |                                                    |
| 04.06.2012          | 07  | Ziua în care a venit un porcușor pufos                               | The Day a Hairy Hoglet Came to Stay                |
|                     |     |                                                                      |                                                    |
| 04.06.2012          | 08  | Ziua în care pufoșii au pozat pentru plăcintă                        | The Day the Hairies Posed for Pie                  |
|                     |     |                                                                      |                                                    |
| 05.06.2012          | 09  | Ziua în care câinele a săpat                                         | The Day of the Great Big Doggy Dig                 |
|                     |     |                                                                      |                                                    |
| 05.06.2012          | 10  | Ziua în care pufoșii s-au jucat cu vechile jucării ale lui Ta        | The Day the Hairies Got to Play with Pa’s Old Toys |
|                     |     |                                                                      |                                                    |
| 06.06.2012          | 11  | Ziua circului pufos                                                  | The Day of the Happy Hairy Circus                  |
|                     |     |                                                                      |                                                    |
| 06.06.2012          | 12  | Ziua în care Boris a crescut o fasole rea                            | The Day Boris Grew a Mean Hairy Bean               |
|                     |     |                                                                      |                                                    |
| 07.06.2012          | 13  | Ziua în care Boris a primit un dormitor nou                          | The Day Boris Got a Bright New Bedroom             |
|                     |     |                                                                      |                                                    |
| 08.06.2012          | 14  | Ziua în care Ciripitoarea Veselă i-a ciripit lui Boris               | The Day the Bristly Whistler Whistled for Boris    |
|                     |     |                                                                      |                                                    |
| 11.06.2012          | 15  | Ziua când Buni a făcut o zdrângă zdârnătoare                         | The Day Nanna Made a Hairy Dingle Dangle           |
|                     |     |                                                                      |                                                    |
| 12.06.2012          | 16  | Ziua marii întruniri Ha Ha                                           | The Day of the Great Ha Ha Ha Along                |
|                     |     |                                                                      |                                                    |
| 13.06.2012          | 17  | Ziua dansului cu pompoane                                            | The Day of the Puffety Pompom Dance                |
|                     |     |                                                                      |                                                    |
| 14.06.2012          | 18  | Ziua în care Buni a făcut un Ta pentru Ma                            | The Day Nanna Made a Pa for Ma                     |
|                     |     |                                                                      |                                                    |
| 15.06.2012          | 19  | Ziua când Boris a întâlnit un Sperietor Pufos                        | The Day Boris Met a Hairy Spooklet                 |
|                     |     |                                                                      |                                                    |
| 16.06.2012          | 20  | Ziua marelui dezastru                                                | The Day of the Wifty Wafty Wig Disaster            |
|                     |     |                                                                      |                                                    |
| 17.06.2012          | 21  | Ziua în care să fi fericit și pufos acasă                            | The Day to Be Happy and Hairy at Home              |
|                     |     |                                                                      |                                                    |
| 18.06.2012          | 22  | Ziua în care vechiturile lui Ta au făcut Zdranga-zdrang              | The Day Pa’s Junk Went Clunkety Clunk              |
|                     |     |                                                                      |                                                    |
| 22.06.2012          | 23  | Ziua mirosului neplăcut                                              | The Day of the Big Stink                           |
|                     |     |                                                                      |                                                    |
| 26.06.2012          | 24  | Ziua mâinilor pufoase de ajutor                                      | The Day for Some Hairy Helping Hands               |
|                     |     |                                                                      |                                                    |
| 27.06.2012          | 25  | Ziua în care să dansezi și să te distrezi                            | The Day for Dancing and Prancing                   |
|                     |     |                                                                      |                                                    |
| 01.11.2012          | 26  | Ziua în care Buni a câștigat o pensulă pufoasă                       | The Day Nanna Won the Hairy Paintbrush Prize       |
|                     |     |                                                                      |                                                    |
| 02.04.2013          | 27  | Ziua marelui Waa Waa Waa                                             | The Day of the Great Waa Waa Waa                   |
|                     |     |                                                                      |                                                    |
| 02.04.2013          | 28  | Ziua plecării în vacanța pufoasă                                     | The Day to Go Away on a Hairy Holiday              |
|                     |     |                                                                      |                                                    |
| 03.04.2013          | 29  | Ziua cu baloane și fasole                                            | The Day of Bubbles and Beans                       |
|                     |     |                                                                      |                                                    |
| 03.04.2013          | 30  | Ziua în care ne-am jucat cu cel mai grozav cățeluș din Ținutul Pufos | The Day to Play with the Best Pet in Hairyland     |
|                     |     |                                                                      |                                                    |
| 04.04.2013          | 31  | Ziua zborului în înaltul pufos                                       | The Day to Fly High in the Hairy Sky               |
|                     |     |                                                                      |                                                    |
| 04.04.2013          | 32  | Ziua tortului pufos                                                  | The Day to Bake a Ha Ha Hairy Cake                 |
|                     |     |                                                                      |                                                    |
| 05.04.2013          | 33  | Ziua când Botoronca-Tronca a mers în Orașul Pufos                    | The Day the Clatterbanger Went to Hairytown        |
|                     |     |                                                                      |                                                    |
| 05.04.2013          | 34  | Ziua petrecerii artistice a lui Buni                                 | The Day of Nanna’s Arty Party                      |
|                     |     |                                                                      |                                                    |
| 06.04.2013          | 35  | Ziua în care Ta a găsit o Târâtoare Ondulată                         | The Day Pa Found a Crimpy Crawly                   |
|                     |     |                                                                      |                                                    |
| 06.04.2013          | 36  | Ziua în care Ta a plantat Florile zburlite                           | The Day Pa Planted the Frillyfuzz Flowers          |
|                     |     |                                                                      |                                                    |
| 07.04.2013          | 37  | Ziua în care Chihua Ha Ha și-a urmat nasu                            | The Day Chihua Ha Ha Followed His Nose             |
|                     |     |                                                                      |                                                    |
| 07.04.2013          | 38  | Ziua cuafiurii caraghioase                                           | The Day for Hilhairious Hair                       |
|                     |     |                                                                      |                                                    |
| 08.04.2013          | 39  | Ziua în care Buni a făcut vase de lut                                | The Day Nanna Went Potty with Pots                 |
|                     |     |                                                                      |                                                    |
| 08.04.2013          | 40  | Ziua în care Ma a făcut Ascunde-soarele pufoase                      | The Day Ma Made the Hairy Hideysuns                |
|                     |     |                                                                      |                                                    |
| 09.04.2013          | 41  | Ziua în care Ta n-a mai avut Ha Ha                                   | The Day Pa Lost His Ha Ha                          |
|                     |     |                                                                      |                                                    |
| 09.04.2013          | 42  | Ziua cu un plosc și un hop-țop                                       | The Day for a Splash and a Boing                   |
|                     |     |                                                                      |                                                    |
| 10.04.2013          | 43  | Ziua unei surprize artistice                                         | The Day for an Arty Surprise                       |
|                     |     |                                                                      |                                                    |
| 10.04.2013          | 44  | Ziua mașinii de scrisori Tippy Tappy                                 | The Day of the Tippy Tappy Letterwriter            |
|                     |     |                                                                      |                                                    |
| 11.04.2013          | 45  | Ziua în care se-ndeplinesc dorințele                                 | The Day for Wishes to Come True                    |
|                     |     |                                                                      |                                                    |
| 11.04.2013          | 46  | Ziua morcovului pufos cu mustăți travnice                            | The Day of the Whopping Great Whiskery Carrot      |
|                     |     |                                                                      |                                                    |
| 12.04.2013          | 47  | Ziua întrecerii pufuleților de fructe                                | The Day of the Fruity Furball Race                 |
|                     |     |                                                                      |                                                    |
| 12.04.2013          | 48  | Ziua cu dobledonci și plăcinte                                       | The Day for Pumperdongs and Pies                   |
|                     |     |                                                                      |                                                    |
| 13.04.2013          | 49  | Ziua în care Buni i-a făcut pe toți să râdă                          | The Day Nanna Gave Everyone the Giggles            |
|                     |     |                                                                      |                                                    |
| 13.04.2013          | 50  | Ziua în care au plutit în Barca Mămătuf                              | The Day to Float in the Bottlebrush Boat           |
|                     |     |                                                                      |                                                    |
| 14.04.2013          | 51  | Ziua în care pufoșii au cântat la Plinky Plonky                      | The Day the Hairies Played the Plinky Plonky       |
|                     |     |                                                                      |                                                    |
| 14.04.2013          | 52  | Ziua ieșirii cu cortul                                               | The Day of the Big Camp Out                        |
|                     |     |                                                                      |                                                    |